# Đề Thám, thành phố Cao Bằng
Đề Thám là một phường thuộc thành phố Cao Bằng, tỉnh Cao Bằng, Việt Nam.

## Địa lý
Phường Đề Thám nằm ở phía tây bắc thành phố Cao Bằng, cách trung tâm thành phố 5 km, có vị trí địa lý:
- Phía đông giáp phường Ngọc Xuân và phường Sông Hiến
- Phía tây giáp xã Hưng Đạo
- Phía nam giáp huyện Hòa An
- Phía bắc giáp xã Vĩnh Quang.

Phường Đề Thám có diện tích 9,58 km², dân số năm 2019 là 9.788 người, mật độ dân số đạt 1.022 người/km².

## Hành chính
Phường Đề Thám được chia thành 12 tổ dân phố: 1, 2, 3, 4, 5, 6, 7, 8, 9, 10, 11, 12.

## Lịch sử
Phường Đề Thám trước đây là vốn xã Đề Thám thuộc huyện Hòa An.
Ngày 4 tháng 10 năm 2002, Chính phủ ban hành Nghị định 77/2002/NĐ-CP về việc sáp nhập toàn bộ 1.119 ha diện tích tự nhiên và 6.287 nhân khẩu của xã Đề Thám thuộc huyện Hòa An vào thị xã Cao Bằng quản lý.
Ngày 1 tháng 11 năm 2010, Chính phủ ban hành Nghị quyết 42/NQ-CP về việc thành lập phường Đề Thám trên cơ sở toàn bộ 1.094,72 ha và 9.801 người của xã Đề Thám.
Ngày 25 tháng 9 năm 2012, Chính phủ ban hành Nghị quyết 60/NQ-CP về việc thành lập thành phố Cao Bằng thuộc tỉnh Cao Bằng. Phường Đề Thám thuộc thành phố Cao Bằng.
Đến năm 2019, phường Đề Thám được chia thành 24 tổ dân phố, đánh số từ 1 tới 24.
Ngày 9 tháng 9 năm 2019, Hội đồng Nhân dân tỉnh Cao Bằng ban hành Nghị quyết số 27/NQ-HĐND về việc sáp nhập, đổi tên các xóm, tổ dân phố trên địa bàn tỉnh:
- Sáp nhập một phần tổ dân phố 2 vào tổ dân phố 1
- Sáp nhập tổ dân phố 24 cùng một phần của hai tổ dân phố 9 và 10 vào phần còn lại của tổ dân phố 2
- Sáp nhập phần còn lại của tổ dân phố 9 vào tổ dân phố 3
- Sáp nhập một phần tổ dân phố 10 vào tổ dân phố 4, sáp nhập 1 hộ còn lại của tổ dân phố 10 cùng một phần của hai tổ dân phố 11 và 12 vào tổ dân phố 5
- Sáp nhập hai tổ dân phố 7 và 8 vào tổ dân phố 6, sáp nhập phần còn lại của hai tổ dân phố 11 và 12 thành tổ dân phố 7
- Sáp nhập hai tổ dân phố 13 và 14 thành tổ dân phố 8
- Sáp nhập ba tổ dân phố 15, 16, 17 thành tổ dân phố 9
- Sáp nhập hai tổ dân phố 18 và 21 thành tổ dân phố 10
- Đổi tên tổ dân phố 19 thành tổ dân phố 11
- Sáp nhập hai tổ dân phố 22 và 23 thành tổ dân phố 12.

## Xã hội
Trên địa bàn phường Đề Thám có trường Cao đẳng Sư phạm Cao Bằng và Trung học Phổ thông Dân tộc nội trú tỉnh Cao Bằng. Ngoài ra còn có các trường học công lập như: Trường Tiểu học Đề Thám, Trường THCS Đề Thám, Trường Mầm non Đề Thám 1 và 2.
Trên địa bàn phường còn có các công trình: Quảng trường Pác Bó, Khu di tích lịch sử Hoàng Đình Giong.

## Giao thông
Phường Đề Thám có sông Bằng chảy qua và tạo thành ranh giới phía bắc. Các tuyến đường chính trên địa bàn phường là quốc lộ 3, đại lộ Võ Nguyên Giáp, tuyến tránh thành phố nối quốc lộ 3 và quốc lộ 34B cùng tuyến đường Hồ Chí Minh nối với hai huyện Hòa An, Hà Quảng và kéo dài đến biên giới với Trung Quốc.